# Kajetan Kovič

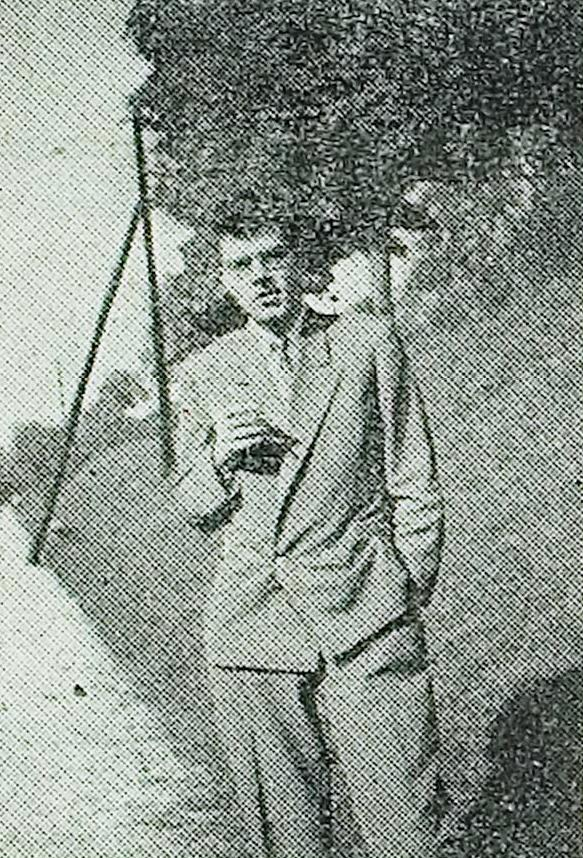
Kajetan Kovič (1957)

Kajetan Kovič (* 21. Oktober 1931 in Maribor, Königreich Jugoslawien, heute Slowenien; † 7. November 2014) war ein jugoslawischer und später slowenischer Dichter.

## Leben und Werk
Kovič erhielt 1956 sein Diplom für Weltliteratur und literarische Theorie an der Universität Ljubljana. Von 1956 bis 1957 arbeitete er als Journalist, von 1958 bis 1992 als Lektor für schöne Literatur und Cheflektor beim Verlag Državna založba Slovenije in Ljubljana. Kovič hatte Studienaufenthalte in Paris (1961/62) und Prag (1966) und nahm an vielen internationalen Schriftstellertreffen teil, u. a.: Poetry International, Rotterdam 1996; Rund um die Burg, Wien 1999; Encontro international de poetas, Coimbra 2001; Biennale Mitteleuropa, Schiltigheim-Straßburg 2001; Il cammino delle comete, Pistoia, 2004. Er war Mitglied des slowenischen PEN und seit 1991 Mitglied der Slowenischen Akademie der Wissenschaften und Künste. Er erhielt zahlreiche Preise, u. a. 1978 den Prešeren-Preis, höchster Literaturpreis Sloweniens, 2002 den Central European Time Price (CET) in Budapest.
Er übersetzte Heinrich Heine, Rainer Maria Rilke, Stefan George und Georg Heym.

## Werke (Auswahl deutscher Übersetzungen)
- Goldene Schiffe, Plochingen 1969 (Gedichte)
- Holunderstunden, Graz 1983 (Gedichte) 2005 Neuaufl. im Kitab-Verlag Klagenfurt
- Sibirski Ciklus/Sibirischer Zyklus, Graz 1994 (Gedichte)
- Sommer, Klagenfurt 2000 (Gedichte)
- Der Drache Wirrwarr, Hersching 1985, Klagenfurt 2003 (Kinderbuch)
- Kater Murr, Hersching 1985, Klagenfurt 2003 (Kinderbuch)
- Mein Freund Piki Jakob, Klagenfurt 1999 (Kinderbuch)
- Professor der Phantasie, übers. v. Andreas Leben, Klagenfurt 1998.
- Weder Gott noch Tier, Kitab, Klagenfurt 2005
- Grenzgänger/Mejaš (gemeinsam mit Alois Hergouth, Gedichte deutsch-slowenisch), Graz 1988.